# Juraj Haulik
Juraj Haulik (n. 20 aprilie 1788, Trnava, Trnavský kraj, Slovacia – d. 11 mai 1869, Zagreb, Regatul autonom Croația-Slavonia) a fost un cleric romano-catolic de origine slovacă devenit arhiepiscop al Arhidiecezei de Zagreb și ulterior cardinal.
Ca episcop și cardinal a susținut artele și cultura, finanțând educația și operele de caritate. Haulik a ctitorit două școli, a instituit burse de studii pentru elevii fără posibilități materiale și a susținut construcția mai multor biserici. 
În anul 1846 a întemeiat în Banat satul Haulikfalva, în prezent parte a comunei Periam. Biserica Haulik este folosită din anul 2001 de Biserica Română Unită.
În anul 1858 a înființat o fundație pentru văduvele fără ajutor. În același an a contribuit la edificarea altarului neogotic al Catedralei din Zagreb. Tot la Zagreb a finanțat extinderea Parcului Maksimir, pe care a fost construit ulterior Stadionul Maksimir. 
În anul 1866 a sprijinit constituirea Academiei Iugoslave cu suma de 10.000 de florini. În 1868 a înființat „Societatea de lectură Sf. Ieronim” (în croată Književno društvo sv. Jeronima).
În testamentul său a instituit orașele mai însemnate din Croația drept moștenitoare ale sale, cărora le-a lăsat drept legat mai multe imobile și suma de 80.000 de florini, drept capital pentru înființarea de fundații de binefacere.